# 帆翼龍科
帆翼龍科（Istiodactylidae）是翼龍目鳥掌翼龍超科的一科。帆翼龍科是在2001年建立，模式屬是帆翼龍，科學家在發現帆翼龍不屬於聯鳥龍後，同時建立帆翼龍科、帆翼龍屬。

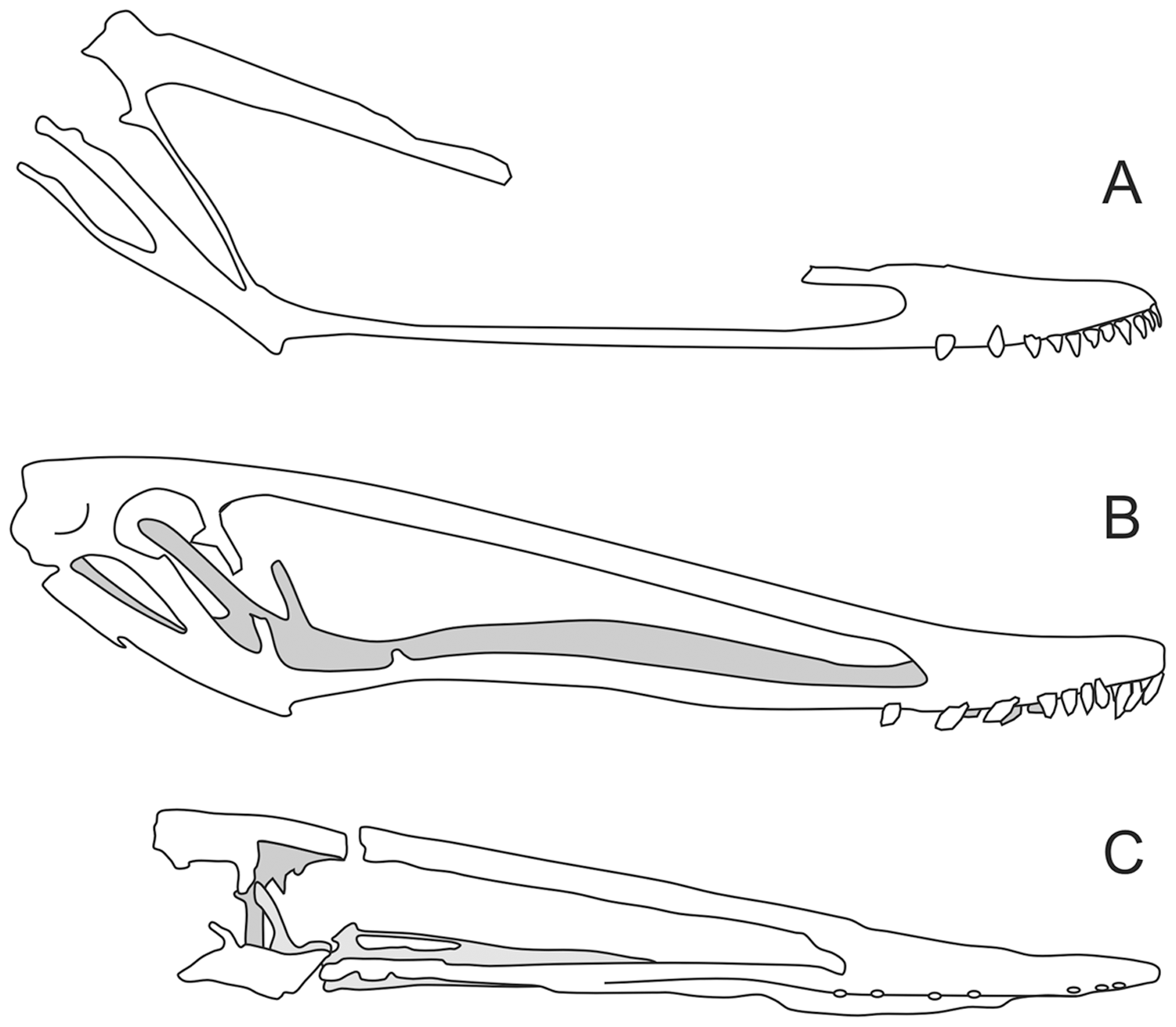
三種帆翼龍科的頭骨
A.闊齒夜翼龍
B.中國夜翼龍
C.努爾哈赤翼龍

夜翼龍科的化石發現於英國與中國，地質年代從白堊紀早期的巴列姆階到阿普第階。在2011年命名的烏鴉翼龍（Gwawinapterus），生存於白堊紀晚期（坎潘階）的加拿大，被歸類於夜翼龍科。但在2012年的一個牙齒替換率研究，發現烏鴉翼龍的牙齒替換率不符合翼龍類，顯示牠們可能是不屬於翼龍類的其他爬行動物。古帆翼龍（Archaeoistiodactylus）生存於侏儸紀中期的中國，可能是生存年代最早的夜翼龍科。但古帆翼龍的正模標本，可能是達爾文翼龍的一個保存較差化石。紅山翼龍也生存於中國，過去曾被歸類於夜翼龍科。在2012年的種系發生學分析，紅山翼龍被改歸類於鳥掌翼龍超科的基礎物種，而不屬於夜翼龍科。
帆翼龍科是群中型翼手龍類，喙嘴平坦、前端圓鈍，類似鴨子。帆翼龍科的嘴部具有小型牙齒。